# Atlantic Club Ridge
Atlantic Club Ridge (bulgarisch връх Атлантически Клуб wrach Atlantitscheski Klub, deutsch ‚Gipfel des Atlantikvereins‘) ist ein bis zu 165 m hoher Gebirgskamm auf der Livingston-Insel im Archipel der Südlichen Shetlandinseln. Er ragt 750 m südöstlich des Kap Hespérides auf.
Die bulgarische Kommission für Antarktische Geographische Namen benannte ihn 1995 zu Ehren des bulgarischen Atlantikvereins, Organisator der beiden bulgarischen Antarktisexpeditionen von 1993 bis 1994 bzw. von 1994 bis 1995. Das US-amerikanische Advisory Committee on Antarctic Names übernahm 1996 die bulgarische Benennung und übersetzte sie ins Englische. Das UK Antarctic Place-Names Committee dagegen benannte den Gebirgskamm als Sarah Ridge nach der Schaluppe Sarah, die wenige Jahre nach der gesicherten Entdeckung der Südlichen Shetlandinseln 1819 dort zur Robbenjagd eingesetzt wurde.